# Xa lộ Liên tiểu bang 76 (đông)
Xa lộ Liên tiểu bang 76 (tiếng Anh: Interstate 76 hay viết tắt là I-76) là một xa lộ liên tiểu bang tại Hoa Kỳ với tổng chiều dài là 435 dặm (700 km) từ nút giao thông khác mức với Xa lộ Liên tiểu bang 71 ở phía tây thành phố Akron, Ohio, đi về phía đông đến Xa lộ Liên tiểu bang 295 gần thành phố Camden, New Jersey.
Ngay phí tây Youngstown, I-76 nhập vào Xa lộ thu phí Ohio và đi quanh rìa phía nam của Youngstown. Tại Pennsylvania, I-76 gần như chạy băng qua phần lớn tiểu bang trên Xa lộ thu phí Pennsylvania, đi qua gần thành phố Pittsburgh và thành phố Harrisburg trước khi rời xa lộ thu phí đi vào thành phố Philadelphia trên Xa lộ cao tốc Schuylkill, vượt qua Cầu Walt Whitman đi vào tiểu bang New Jersey. Sau khi Xa lộ Liên tiểu bang 76 đến điểm đầu phía đông, xa lộ được tiếp nối bởi Xa lộ 42 và Xa lộ cao tốc Atlantic City đến Atlantic City.

## Mô tả xa lộ
|           | dặm    | km     |
| --------- | ------ | ------ |
| OH        | 82,12  | 132,16 |
| PA        | 349,67 | 562,74 |
| NJ        | 3,08   | 4,96   |
| Tổng cộng | 434,87 | 699,86 |

### Ohio

Nút giao thông lập thể với Xa lộ Liên tiểu bang 80 ở phía tây Youngstown

I-76 bắt đầu tại đường dẫn từ I-71 đi hướng bắc; nó nhập với Quốc lộ Hoa Kỳ 224 tại dặm 0,61. Sau khi đi qua Quận Medina nông thôn, I-76 vào Quận Summit và chẳng bao lâu sau đó băng ngang Xa lộ Tiểu bang 21 (cựu Quốc lộ Hoa Kỳ 21), trước đây là xa lộ bắc-nam chính đi qua khu vực này cho đến bị thay thế bởi Xa lộ Liên tiểu bang 77. Sau đó, I-76 đi qua Barberton và vào Akron; đoạn đường này từng được xây như là Quốc lộ Hoa Kỳ 224.
Ngay sau khi vào Akron, I-76 ra khỏi xa lộ cao tốc chính lúc đó vẫn tiếp tục như Xa lộ Liên tiểu bang 277. I-76 đi vào Xa lộ cao tốc Kenmore ngắn. Quốc lộ Hoa Kỳ 224 cũng rời I-76 tại đó và tiếp tục đi về hướng đông như con lộ bình thường sau khi I-277 kết thúc tại Xa lộ Liên tiểu bang 77. Chẳng bao lâu sau khi hướng lên phía bắc từ nút giao thông lập thể của I-277, I-76 gặp lại I-77 và lại quay về hướng đông, nhập vào I-77 chiều đi hướng nam qua phố chính thành phố Akron trên Xa lộ cao tốc West. Một nút giao thông bán lập thể tạo lối đi đến Xa lộ Tiểu bang 59 và rồi sau đó I-76 băng qua Nút giao thông lập thể Trung tâm là nơi I-77 đi về phía nam và Xa lộ Tiểu bang 8 bắt đầu đi lên hướng bắc; I-76 đổi đường từ Xa lộ cao tốc West đến Xa lộ cao tốc East.
Rời khu vực Akron, I-76 lần nữa đi qua các vùng nông thôn, băng qua Quận Portage và vào Quận Mahoning. Ở phía tây Youngstown, xa lộ cao tốc băng Xa lộ thu phí Ohio. I-76 chính thức chuyển đường vào xa lộ thu phí này sau khi đi qua một cầu vượt bên trên. Điều này tương tự xảy ra đối với Xa lộ Liên tiểu bang 80 (chiều hướng đông đi đến Youngstown và chiều đi hướng tây nằm trên Xa lộ thu phí).
Xa lộ thu phí Ohio mang xa lộ I-76 bắt đầu từ quanh Youngstown, Ohio cho đến ranh giới tiểu bang Pennsylvania.

### Pennsylvania

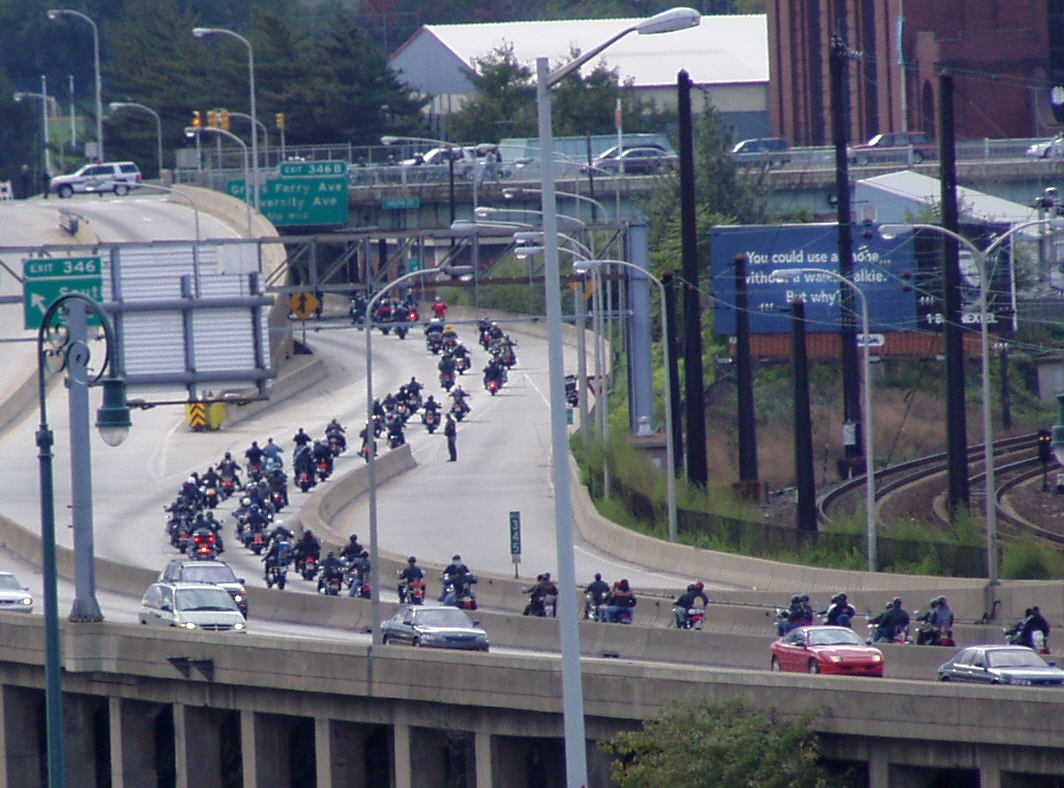
Xa lộ cao tốc Schuylkill tại Lối ra 346 vào Phố South trong thành phố Philadelphia gần Đại học Pennsylvania.

Từ ranh giới tiểu bang Ohio, Xa lộ thu phí Pennsylvania mang I-76 vào và qua phần lớn tiểu bang Pennsylvania, đi tránh khỏi các thành phố lớn - Youngstown ở phía nam, Pittsburgh ở phía bắc và Harrisburg ở phía nam. Có thời gian trong thập niên 1970, I-76 được đặt chạy qua thành phố Pittsburgh trên tuyến đường mà bây giờ cắm biển là Xa lộ Liên tiểu bang 376.
Tại Thung lũng Forge ở phía tây bắc Philadelphia, I-76 rời Xa lộ thu phí để chạy vào Philadelphia trên Xa lộ cao tốc Schuylkill. Ngay khi rời xa lộ thu phí, I-76 đổi đường với Quốc lộ Hoa Kỳ 202 và Quốc lộ Hoa Kỳ 422, và sau đó băng ngang Xa lộ Liên tiểu bang 476 và bắt đầu chạy dọc bờ tây nam của Sông Schuylkill. Các nút giao thông lập thể cung cấp lối đến Xa lộ cao tốc Roosevelt (Quốc lộ Hoa Kỳ 1) và Xa lộ cao tốc Phố Vine (Xa lộ Liên tiểu bang 676); xa lộ cuối chạy qua phố chính thành phố Philadelphia trong khi đó I-76 đi tránh đến phía nam.
Nút giao thông lập thể cuối cùng, trước Cầu Walt Whitman bắt qua Sông Delaware vào trong tiểu bang New Jersey, là với Xa lộ Liên tiểu bang 95. Một số đường dẫn có đèn giao thông vì các đường dẫn đến I-95 được tái chỉnh sửa thành nút giao thông hiện tại khi I-95 được xây dựng. Trạm thu phí cầu nằm ở phía tây chỗ hai xa lộ giao cắt nhau.

### New Jersey

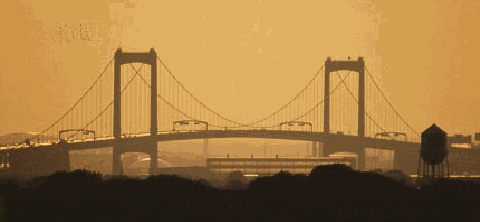
Cầu Walt Whitman

Ngay sau khi qua Sông Delaware bằng Cầu Walt Whitman, I-76 quay về hướng nam và trở thành Xa lộ cao tốc North-South mang theo Xa lộ Liên tiểu bang 676 về hướng bắc đến phố chính thành phố Camden; xa lộ nối không biển dấu 76C chạy về hướng đông đến Quốc lộ Hoa Kỳ 130 và Xa lộ 168. Số lối ra tại New Jersey là theo chiều ngược lại từ đông sang tây.
Từ nút giao thông lập thể với I-676 đến điểm cuối phía đông, ban đầu I-76 có các làn xe cao tốc và địa phương (có phân cách giữa cao tốc và địa phương) trong cả hai chiều nhưng dải phân cách chiều đi hướng đông kể từ đó bị dẹp bỏ, và hiện nay chỉ có dải phân cách cho chiều đi hướng tây mà thôi. Tuy nhiên, dải phân cách các làn xe đi chiều hướng tây cũng có thể bị dẹp bỏ trong tương lại vì có các kế hoạch tái xây dựng Nút giao thông I-295, I-76, và xa lộ 42. I-76 kết thúc tại nút giao thông lập thể với Xa lộ Liên tiểu bang 295 trên ranh giới thị trấn Mount Ephraim/Bellmawr là nơi các làn xe địa phương và cao tốc tách biệt bắt đầu theo chiều đi hướng tây. Xa lộ 42 tiếp tục hướng nam trên Xa lộ cao tốc North-South, đi vào trong Xa lộ cao tốc Atlantic City đến Atlantic City.

## Các xa lộ phụ

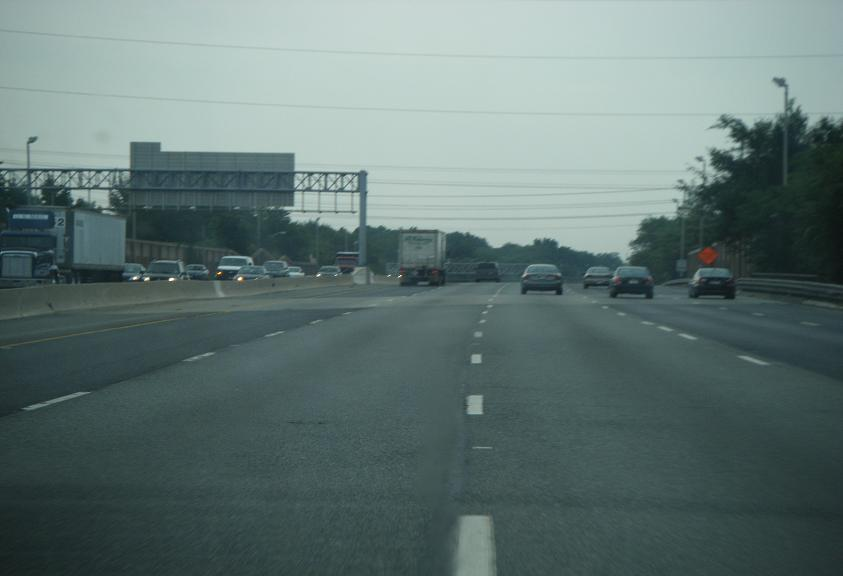
I-76, chiều đi hướng đông, đi qua lối ra dẫn đến chiều đi hướng nam của Quốc lộ Hoa Kỳ 130 tại Gloucester City, New Jersey.

- Xa lộ Liên tiểu bang 176 chạy hướng bắc từ I-76 tại Morgantown, Pennsylvania đến Quốc lộ Hoa Kỳ 422 nằm ngoài Reading.
- Xa lộ Liên tiểu bang 276 chạy hướng đông từ I-76 tại Valley Forge, Pennsylvania dọc theo Xa lộ thu phí Pennsylvania đến Cầu Xa lộ thu phí Sông Delaware nơi hiện nay nó kết thúc ở ranh giới tiểu bang. Xa lộ Liên tiểu bang 95 tiếp tục theo hướng bắc dọc theo Xa lộ thu phí New Jersey. Nó bị cắt ngắn bớt vài dặm tại điểm đầu phía đông của nó khi Dự án Nút giao thông lập thể Xa lộ thu phí Pennsylvania/Xa lộ Liên tiểu bang 95 hoàn thành và I-95 được kết nối.
- Xa lộ Liên tiểu bang 376 chạy hướng tây từ I-76 tại Monroeville, Pennsylvania qua Pittsburgh, trở thành một xa lộ thu phí ở phía tây bắc phi trường, giao cắt lại với I-76, và kết thúc tại I-80 trong thành phố Sharon.
- Xa lộ Liên tiểu bang 476 bắt đầu tại Xa lộ Liên tiểu bang 95 gần Chester, Pennsylvania và đi theo hướng bắc, cắt ngang I-76 gần Conshohocken và I-276 gần Plymouth Meeting. Từ đó, nó tiếp tục đi theo hướng bắc trên đoạn nối dài đông bắc của Xa lộ thu phí Pennsylvania đến Xa lộ Liên tiểu bang 81 tại Clarks Summit, Pennsylvania ở phía bắc Scranton. I-476 là xa lộ liên tiểu bang ba chữ số dài nhất.
- Xa lộ Pennsylvania 576 là xa lộ tránh được đề xuất cho phía nam của thành phố Pittsburgh, Pennsylvania. Nó có thể trở thành Xa lộ Liên tiểu bang 576.
- Xa lộ Liên tiểu bang 676 là một xa lộ hình vòng đi qua phố chính thành phố Philadelphia, Pennsylvania và Camden, New Jersey, vượt qua Cấu Ben Franklin. Nó chạy qua một số đèn giao thông tại Philadelphia, vi phạm các chuẩn mực dành cho xa lộ liên tiểu bang.
- Xa lộ Liên tiểu bang 876 từng là mã số cho Xa lộ Liên tiểu bang 579 hiện tại trong thành phố Pittsburgh vào đầu thập niên 1970.